# Oier Lazkano López
Oier Lazkano López   (Vitòria, 7 de novembre de 1999) és un ciclista basc, professional des del 2020, quan fitxà pel Caja Rural-Seguros RGA. El 2025 fitxà pel Red Bull-Bora-Hansgrohe.
En el seu palmarès destaca el Campionat d'Espanya en ruta del 2023 i els Boucles de la Mayenne del mateix any.

## Palmarès
- 2018
  - 1r al Trofeu Santiago en Cos
  - 1r a la San Roman Saria
  - 1r al Circuit d'Escalante
  - Vencedor d'una etapa a la Volta a Segòvia
- 2019
  - Campió de Navarra en ruta
  - 1r al Trofeu Eusebio Vélez
  - 1r a la Santikutz Klasika
  - 1r a la San Isidro Sari Nagusia
  - 1r a la Dorletako Ama Saria
  - 1r a la Volta a Palència i vencedor de 2 etapes
  - Vencedor d'una etapa a la Volta al Bidasoa
- 2020
  - Vencedor d'una etapa a la Volta a Portugal
- 2022
  - Vencedor d'una etapa al Tour de Valònia
- 2023
  -  Campió d'Espanya en ruta
  - 1r als Boucles de la Mayenne i vencedor d'una etapa
  - Vencedor d'una etapa a la Volta a Burgos
- 2024
  - 1r a la Jaén Paraiso Interior

### Resultats a la Volta a Espanya
- 2021. No surt (20a etapa)
- 2023. 81è de la classificació general

### Resultats al Giro d'Itàlia
- 2022. 98è de la classificació general

### Resultats al Tour de França
- 2024. 79è de la classificació general